# بير ويند (لاعب كرة قدم)
بير ويند (بالدنماركية: Per Wind)‏ هو مدرب كرة قدم ولاعب كرة قدم دنماركي، ولد في 15 أغسطس 1955 في كوبنهاغن في الدنمارك. شارك مع منتخب الدنمارك تحت 21 سنة لكرة القدم ومنتخب الدنمارك لكرة القدم. أما مع النوادي، فقد لعب مع بولدكلوبن فرم.